# Liste der Monuments historiques in Vandières (Marne)
Die Liste der Monuments historiques in Vandières führt die Monuments historiques in der französischen Gemeinde Vandières auf.

## Liste der Objekte
| Bezeichnung | Beschreibung                    | Standort                       | Kennzeichnung | Schutzstatus | Datum | Bild |
| ----------- | ------------------------------- | ------------------------------ | ------------- | ------------ | ----- | ---- |
| Bodenbelag  | Keramikfliesen, 15. Jahrhundert | in der Kirche St-Martin (Lage) | PM51001124    | Classé       | 1908  |      |